# Pomacea
Pomacea – rodzaj ślimaków z rzędu Architaenioglossa i rodziny Ampullariidae, obejmujący gatunki występujące w krainie neotropikalnej. Niektóre z nich zostały introdukowane w Azji, gdzie stały się szkodnikami upraw. Kilka gatunków (głównie Pomacea diffusa, P. paludosa i P. canaliculata) jest spotykanych w akwarystyce. W języku polskim nazywane są potocznie ampulariami.
Rodzaj został utworzony przez G. Perry’ego w 1810 roku (przez długi czas za datę publikacji błędnie przyjmowano rok 1811) dla jednego gatunku: P. maculata. Obecnie w obrębie Pomacea wyróżnia się około 100 gatunków.
Do bardziej znanych gatunków należy P. diffusa – popularny w akwarystyce, przez długi czas opisywany pod nazwą P. bridgesii. Badania molekularne wykazały, że pod tą nazwą opisywano 2 odrębne gatunki: dość rzadki P. bridgesii i – pospolicie występujący w warunkach naturalnych oraz powszechnie spotykany w handlu akwarystycznym – Pomacea diffusa.

## Podział systematyczny
Do rodzaju Pomacea zaliczane są następujące gatunki:

- Pomacea aldersoni (Pain, 1946)
- Pomacea americanista (Ihering, 1919)
- Pomacea armeniaca (Hupé, 1857)
- Pomacea aulanieri (Deville & Hupé, 1850)
- Pomacea aurostoma (I. Lea, 1856)
- Pomacea avellana (G.B. Sowerby III, 1909)
- Pomacea baeri (Dautzenberg, 1902)
- Pomacea bridgesii (Reeve, 1856)
- Pomacea bulla (Reeve, 1856)
- Pomacea camena Pain, 1949
- Pomacea canaliculata (Lamarck, 1822)
- Pomacea castelloi (G.B. Sowerby III, 1894)
- Pomacea catamarcensis (G.B. Sowerby III, 1875)
- Pomacea catemacensis (H.B. Baker, 1922)
- Pomacea cerasum (Hanley, 1854)
- Pomacea chemnitzii (R.A. Philippi, 1852)
- Pomacea cingulata (R.A. Philippi, 1851)
- Pomacea citreum (Reeve, 1856)
- Pomacea columbiensis (R.A. Philippi, 1851)
- Pomacea columellaris (A. Gould, 1848)
- Pomacea commissionis (Ihering, 1898)
- Pomacea conoidea (E. von Martens, 1899)
- Pomacea consolatrix (Ihering, 1919)
- Pomacea cornucopia (Reeve, 1856)
- Pomacea costaricana (E. von Martens, 1899)
- Pomacea cousini (Jousseaume, 1877)
- Pomacea cumingii (P.P. King, 1832)
- Pomacea curumin Simone, 2004
- Pomacea dacostae (G.B. Sowerby III, 1909)
- Pomacea decussata (S. Moricand, 1836)
- Pomacea diffusa Blume, 1957
- Pomacea dolidoides (Reeve, 1856)
- Pomacea erronea (G. Nevill, 1877)
- Pomacea eximia (Dunker, 1853)
- Pomacea expansa (K. Miller, 1879)
- Pomacea falconensis Pain & Arias, 1958
- Pomacea fasciata (de Roissy, 1805)
- Pomacea flagellata (Say, 1829)
- Pomacea glauca (Linnaeus, 1758)
- Pomacea guyanensis (Lamarck, 1822)
- Pomacea hanleyana (Alderson, 1926)
- Pomacea haustrum (Reeve, 1856)
- Pomacea hollingsworthi (Pain, 1946)
- Pomacea intermedia (Quoy & Gaimard, 1825)
- Pomacea interrupta (G.B. Sowerby III, 1909)
- Pomacea lattrei (Reeve, 1856)
- Pomacea linnaei (R.A. Philippi, 1852)
- Pomacea lymnaeaeiformis (Reeve, 1856)
- Pomacea maculata Perry, 1810
- Pomacea manco Pilsbry, 1944 †
- Pomacea martinezi (Hidalgo, 1866)
- Pomacea megastoma (G.B. Sowerby I, 1825)
- Pomacea miltocheila (Reeve, 1856)
- Pomacea minuscula H.B. Baker, 1930
- Pomacea modesta (von dem Busch, 1859)
- Pomacea nais Pain, 1949
- Pomacea nigrilabris (R.A. Philippi, 1852)
- Pomacea nobilis (Reeve, 1856)
- Pomacea notabilis (Reeve, 1856)
- Pomacea ocanensis (Kobelt, 1914)
- Pomacea occulta Q.-Q. Yang & X.-P. Yu, 2019
- Pomacea oviformis (Deshayes, 1830)
- Pomacea palmeri (W.B. Marshall, 1930)
- Pomacea paludosa (Say, 1829)
- Pomacea papyracea Spix, 1827
- Pomacea pattersoni Boss & Parodiz, 1977 †
- Pomacea patula (Reeve, 1856)
- Pomacea pealiana (I. Lea, 1838)
- Pomacea penai Ampuero & Ramírez, 2023
- Pomacea pernambucensis (Reeve, 1856)
- Pomacea physis (Hupé, 1857)
- Pomacea physoides (Reeve, 1856)
- Pomacea picta (Reeve, 1856)
- Pomacea poeyana (Pilsbry, 1927)
- Pomacea pomatia (E. von Martens, 1857)
- Pomacea producta (Reeve, 1856)
- Pomacea prourceus Boss & Parodiz, 1977 †
- Pomacea prunella (Hupé, 1857)
- Pomacea pulchra (J.E. Gray, 1833)
- Pomacea puntaplaya (Cousin, 1887)
- Pomacea quercina (Spix, 1827)
- Pomacea quinindensis (K. Miller, 1879)
- Pomacea reevei Ampuero & Ramírez, 2023
- Pomacea reflexa (Swainson, 1823)
- Pomacea reyrei (Cousin, 1887)
- Pomacea scalaris (d'Orbigny, 1835)
- Pomacea semitecta (Mousson, 1873)
- Pomacea semperi (Kobelt, 1914)
- Pomacea sinamarina (Bruguière, 1792)
- Pomacea sordida (Swainson, 1823)
- Pomacea superba (W.B. Marshall, 1926)
- Pomacea swainsoni (R.A. Philippi, 1852)
- Pomacea tenuissima (Jousseaume, 1894)
- Pomacea urceus (O.F. Müller, 1774)
- Pomacea vexillum (Reeve, 1856)
- Pomacea yatesii (Reeve, 1856)
- Pomacea zeteki J.P.E. Morrison, 1946
- Pomacea zischkai Blume & Pain, 1952
- Pomacea zonata (Spix, 1827)